# 스페우시포스
스페우시포스(고대 그리스어: Σπεύσιππος, Speusippos)는 고대 그리스 플라톤주의 학파의 철학자이다.
아테네 태생으로, 에우리메돈과 플라톤의 누나인 포톤의 사이에서 태어났다. 그는 플라톤 제자였으며, 동시에 플라톤의 조카였다. BC. 347년, 플라톤이 죽자 철학자양성소인 아카데메이아를 물려받고 그곳의 원장이 됐다. 그는 피타고라스의 정수론에 영향을 받아 플라톤이 주장한 이데아의 완고함을 부정하고 수 체계의 규칙성을 인식하여 정수를 찾음으로써 일자(一者)에 도달할 수 있다고 봤다. 그러나, 이러한 그의 주장은 이데아의 절대성을 부정하는 뜻이 내포되어 있었으므로, 여러 플라톤주의자의 반발을 샀다.

## 사상

### 형이상학
그는 플라톤의 정신주의를 비판했다. 관념으로 형이상학을 인식하는 것이 진리를 판별하는 유일한 도구라고 보진 않았다. 그는 여러 수 체계에 개인에게 내재된 불멸의 영혼을 깨우치는 통로가 있다고 봤으며, 특히 '10'이란 정수는 영혼의 완전성에 도달하는 진리의 수라고 강조했다. 그는 이러한 수 체계에 진리를 발견할 수 있는 매개가 있다고 주장했다. 이러한 그의 주장은 진리로 도달할 수 있는 방법론을 여러 갈래로 나눈 것이므로, 이데아의 절대성을 크게 떨어뜨리는 주장에 해당됐다. 사실상 플라톤의 정통 이데아론에 반대한 격이 됐으며, 피타고라스의 정수론을 받아들인 것과 같았다. 그의 철학적 방법론은 아직까지도 상당히 신비주의적인 것으로 남아있다. 이러한 견해는 아리스토텔레스가 아카데메이아를 떠나는 결정적 계기가 됐으며, 스페우시포스의 사상은 크세노크라테스에 의해 계승된다.

### 인식론
그는 '미(美)'를 분류하는 작용에도 이성의 힘이 절대적이라는 것을 강조하기 위해 감각적 인지와 이성적 인지인 '사유'를 더 세분히 분류했다. 그는 감각적 인지는 사유의 과정이 없이, 일방적이고 즉각적인 것이라고 보았다. 감각적 인지를 한 개인은 추가적인 사유를 할 필요가 없으며, 이는 단순한 자극에 불과할 뿐, 선과 악을 판단하거나, 행복과 불행을 판단하거나, 미와 추를 판단할 수 있는 높은 영역의 인지에 속하지 않는다고 봤다. 그는 이미 특정물에 대해서 '아름다움'과 '추함' 등을 느낀다는 것은 판단이 전제된 것이며, 판단이 일어났다면, 그것은 이미 미추를 판단한 것이며, 이러한 판단은 결국 사유의 결과로서 나올 수 있는 것이라고 생각했다. 결국 미의 영역에서도 이성적 인지인 사유가 필연적으로 개입할 수밖에 없다고 주장했다.
결국에 그의 논리에 따른다면, 시, 예술 등을 비롯한 여러 미적 활동도 결국 사유의 지배 하에 놓일 수밖에 없는 영역이 된다. 이는 플라톤의 '시와 예술은 정열을 부추기기 때문에 배제해야 한다.'는 논리와 충돌이 되는 측면이 존재한다.

### 윤리학
선(善)은 사물을 파생시키는 원리가 아니라, 사물이 최종적으로 형상으로 전환되면, 규정되는 것이라고 봤다. 이런 의미에서 그는 자연물의 일부인 사물에도 선의 원리가 파생되어 있다고 봤다. 그는 선이 일자(一者)에 의해 강력히 의존되어 있다는 것을 논리적으로 규명하려고 했으며, 일자에서 파생된 이자(二者)도 또한 선의 일부라고 봤다. 또한, 쾌락은 이러한 자연에서 멀리 떨어진 희미한 것이므로, 그것 자체가 '악(惡)'이라는 논리를 폈다.

## 저서
- 《유사성》
- 《피타고라스의 수에 대하여》